# Vitrimurella ampla
Vitrimurella ampla is een mosdiertjessoort uit de familie van de Vitrimurellidae. De wetenschappelijke naam van de soort is, als Figularia ampla, voor het eerst geldig gepubliceerd in 1928 door Ferdinand Canu en Ray Smith Bassler.